# قوبعيات منشارية
القوبعيات المنشارية أو الكوسجيات والذي يعرف أيضًا بـ «القرش النجار»، صنف فصيلة من سمك الشفنين، مع وجود خرطوم بامتداد أنفي طويل مزود بأسنان. يمكن للعديد من الأنواع أن تنمو إلى نحو 7 متر أو 23 قدم. وتعدّ العائلة بصورة عامة غير معروفة بدرجة كبيرة وأجريت دراسات قليلة عليها. وتنتمي إلى فصيل وحيد حي يعرف باسم بريتستيداي، ضمن رتبة برستيفورمس، والتي تعني في اليونانية القديمة pristēs (πρίστης) «ناشر» أو «منشار».
ولا تعدّ مختلطة مع قرش المنشار (رتبة برستيوفوريفورمس (Pristiophoriformes))، ذات المظهر المشابه.
وتعدّ جميع أنواع سمك المنشار معرضة للخطر للغاية في اعتبار IUCN، وعمليات التجارة الدولية الوحيدة المسموح بها تعدّ نقل برستيس ميكرودون (Pristis microdon) إلى حوض سمك مناسب لأغراض الحفاظ عليه.

## الوصف
إن أكثر ملمح يميز سمك المنشار يعدّ منقار على شكل منشار. ويُغطي المنقار مسام حساسة تسمح لسمك المنشار بتحديد حركة الفريسة المختبئة تحت قاع المحيط. ويعمل المنقار كأداة حفر لإخراج القشريات المدفونة. وعندما تسبح فريسة مناسبة جوارها فإن سمكة المنشار الخاملة طبيعيًا تتحرك سريعًا من القاع وتقوم بضربها بقوة وسرعة من خلال منشارها. وهذا بصورة عامة يفاجيء الفريسة أو يجرحها بدرجة كافية حتى تتمكن سمكة المنشار من التهامها. وتدافع أسماك المنشار عن نفسها أيضًا من خلال المنقار ضد الغواصين المتطفلين والكائنات المفترسة مثل القرش. ولا تعدّ «الأسنان» البارزة من المنقار أسنانًا حقيقية؛ ولكنها تركيبات معدلة شبيهة بالأسنان تُسمى أسنان صغيرة.

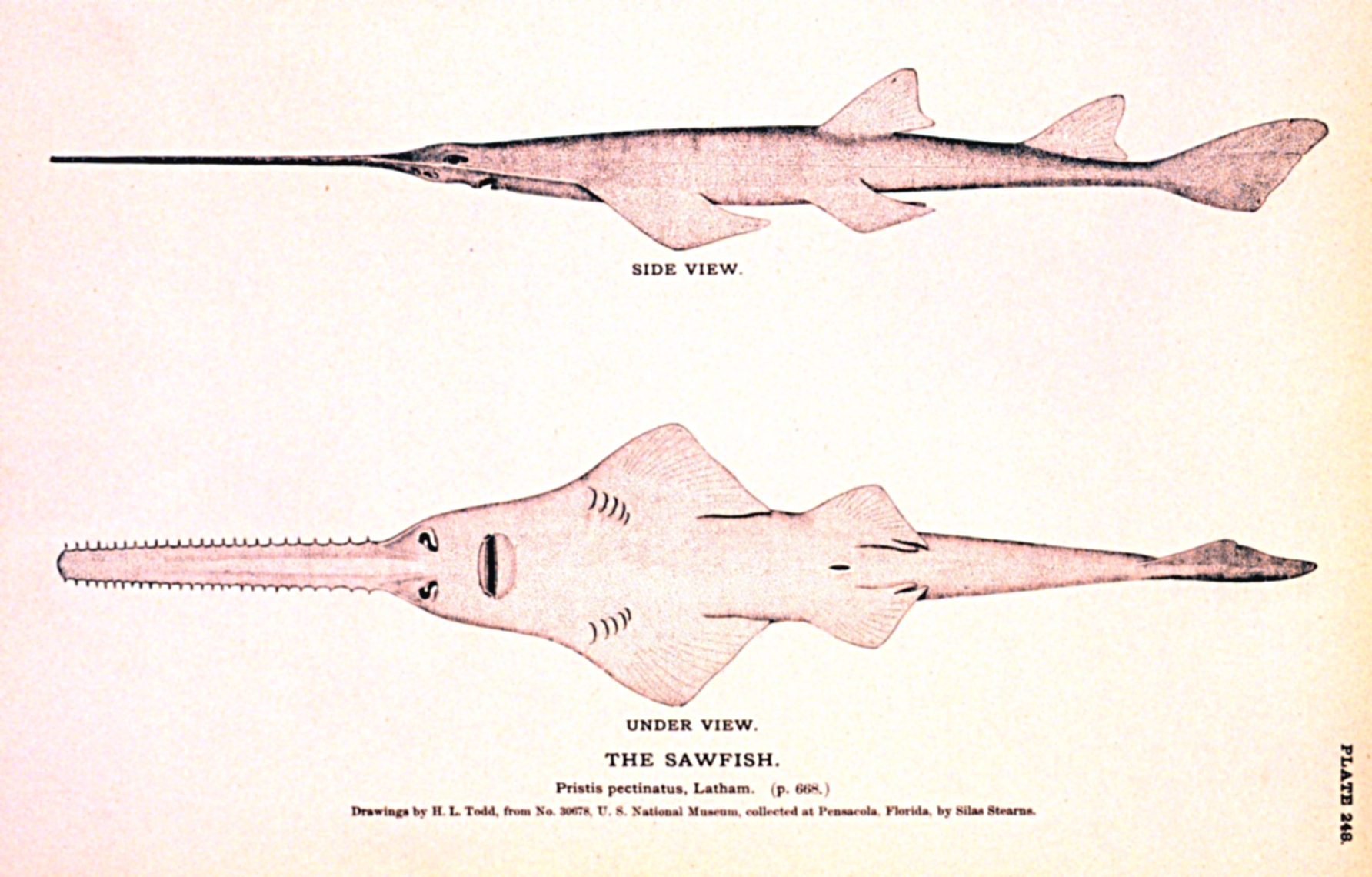
لوحة تصور إحدى سمكات المنشار

ويعدّ جسد ورأس سمك النشار مسطحين، كما أنها تقضي غالب أوقاتها راقدة في قاع البحر. ومثل أسماك الراي، فإن فم سمك المنشار وخياشيمها توجد على جوانبها السفلية المسطحة. ويصطف بالفم أسنان صغيرة تشبه القباب لتناول الأسماك الصغيرة والقشريات؛ وفي بعض الأحيان تقوم السمكة بابتلاعها كاملة. تتنقس أسماك المنشار من خلال فوهتي تنفس تقعان خلف الأعين ويسحبان المياه تجاه الخياشيم. ويغطي الجلد أسنان جلدية صغيرة جدًا تجعل هذه السمكة خشنة الملمس. وعادة ما تكون أسماك المنشار رمادية اللون أو بنية، وتبدو سمكة المنشار صغيرة الأسنان التي تسمى برستيس بيكتيناتا خضراء اللون بدرجة زيتونية.
ومثل الأشلاق الأخرى، فإن سمكة المنشار تفتقر إلى المثانة الهوائية وتستعمل الكبد الكبير المليء بالزيت للتحكم في الطفو. ويكون هيكلها العظمي مصنوعًا من الغضاريف.
ولا تعدّ أعين سمك المنشار متطورة وهذا نتيجة لكونها تسكن الوحل. فالمنقار يعدّ أداة الاستشعار الأساسية.
وتشبه الأمعاء المثقاب في شكلها، وتُسمى صمام حلزوني.
وتعبر سمكة المنشار القزم أصغر أسماك المنشار (بي كلافاتا)، والتي ربما تشبه طول 1.4 متر (4.6 قدم), والتي تعدّ أصغر بدرجة كبيرة مقارنة بالآخرين. ويبدو أن أكبر الأنواع سمك المنشار ذو الأسنان الكبيرة المسمى (بي ميكرودون)، سمكة المنشار ليشاردت (بي بيروتيتي)، وسمكة المنشار العامة (بي برستيس)، والتي يمكن أن يصل طولها جميعًا إلى ما يقرب من 7 م (23 قدم). وقد ذُكر أن إحدى أسماك المنشار الجنوبية تزن 2.455 طن متري (5,410 رطل).

## التوزيع الجغرافي والموطن الطبيعي
توجد أسماك المنشار في المناطق الاستوائية وشبه الاستوائية في المحيط الأطلسي والمحيط الهندي. وتقطن في المناطق الساحلية مثل الخلجان ومصبات الأنهار، ولكنها تشق طريقها تكرارًا إلى الأنهار والبحيرات الكبيرة مثل بحيرة نيكاراغوا.
وتعيش أسماك المنشار في المياه الضحلة والموحلة ويمكن أن توجد في كل من المياه العذبة والمياه المالحة. وجميع أنواع أسماك المنشار لديها القدرة على التنقل بين المياه العذبة والمياه المالحة.

## السلوك
تعدّ أسماك المنشار كائن ليلي حيث تنام في النهار عادة وتقوم بالصيد ليلًا. وبالرغم من مظهرها المرعب إلا أنها لا تهاجم الأفراد إلا إذا استثاروها أو فاجئوها. ويعرف الصيادون سمكة المنشار ذات الأسنان الصغيرة جيدًا بأنها جائزة كبرى وهذا لما تقوم به من مقاومة بمجرد تعلقها بالخطاف. ويعدّ اصطياد سمك المنشار غير قانوني بالولايات المتحدة وأستراليا.

### التكاثر
ويعرف القليل عن عادات التكاثر لدى أسماك المنشار. تبلغ أسماك المنشار البلوغ الجنسي في سن العاشرة (على الأقل في الأنواع التي تتوفر بيانات حولها).
ويقدر تزاوج أسماك المنشار مرة كل عامين حيث تضع نحو ثمانية. تبلغ أسماك المنشار ببطء شديد؛ حيث يُظن أن الأنواع الكبيرة لا تصل إلى سن البلوغ الجنسي إلا بعد أن يبلغ طولها 3.5 إلى 4 متر (11 إلى 13 قدم) وتبلغ أعمارها 10 إلى 12 عامًا. وتتكاثر أسماك المنشار من خلال معدلات أقل مقارنة بغالبية الأسماك. وهذا يجعل هذه الحيوانات خاصة بطيئة في التعافي من تبعات الإفراط في صيد السمك.
وتعدّ الإناث ولود حيث تحمل المواليد الحية والتي يغطي منقارها شبه الصلب أحد الأغشية. وهذا يحمي الوليد من جرح أمه أثناء الولادة. وفي نهاية الأمر ينفصل الغشاء ويسقط.

## التصنيف والأنواع

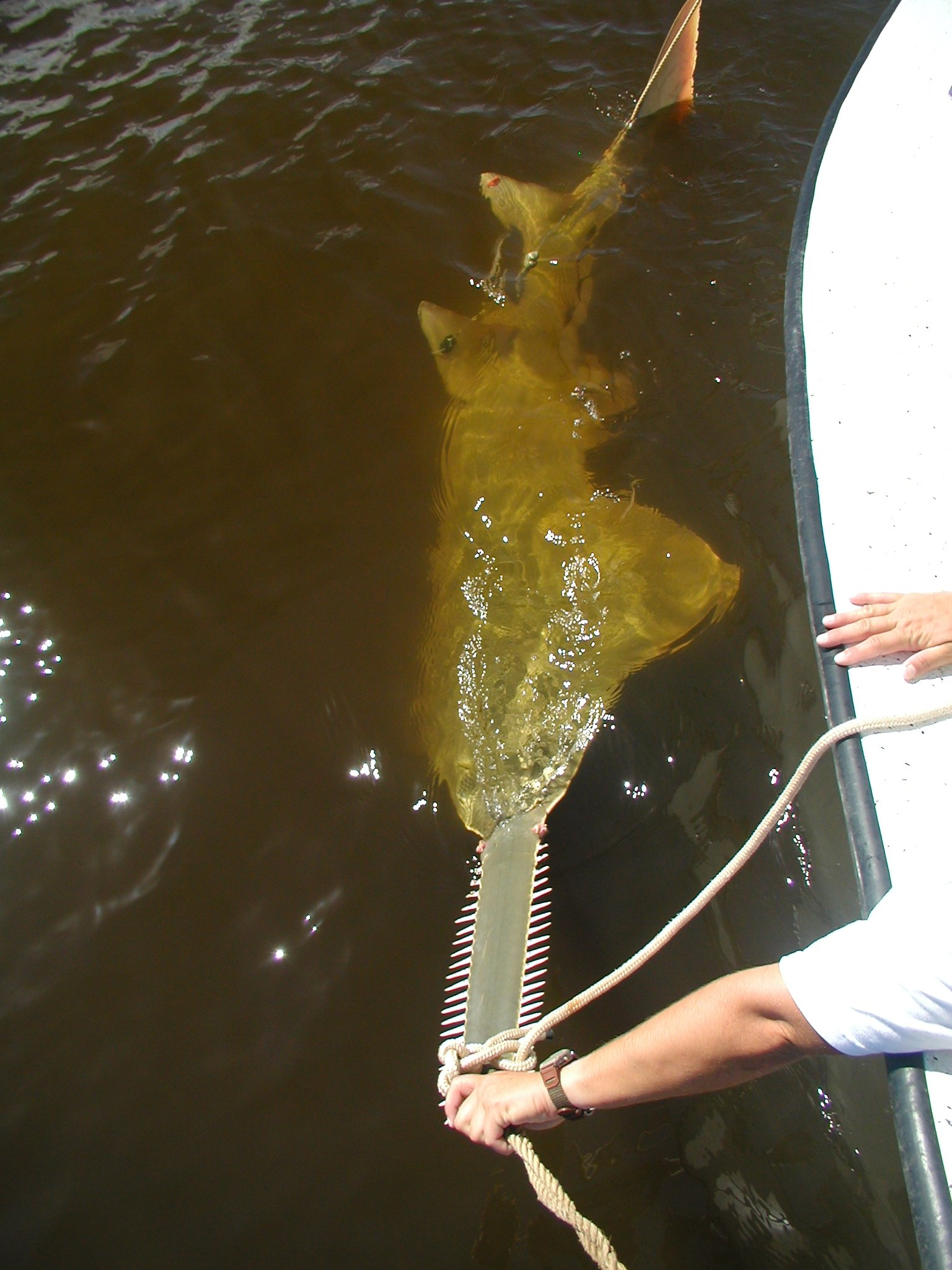
إحدى أسماك المنشار الكبيرة تُسحب جانبًا ليتم وضع علامة عليها.

لدى أسماك المنشار سبعة أنواع في أجناس. لقد وُصف هذا المخطط بأنه مشوش، حيث يمكن بقاء حذف الأنواع غير الموصوفة بما في ذلك مترادفات. إن برستيس برستيس (Pristis pristis) الأنواع المركبة، والتي تتضمن أيضًا بي ميكرودون (P. microdon) وبي بيروتي (P. perotteti)، في حاجة لمراجعة تصنيفية.
الفصيلة بريستيداي (Pristidae) بونابرت (Bonaparte), 1838
- Genus أنوكسيبريستيس (Anoxypristis) إيرول أي وايت)E. I. White( ,توماس موي (Moy-Thomas), 1941
  - أنوكسيبريستيس كيوسبيداتا (Anoxypristis cuspidata) (لاتام (Latham), 1794) (سمكة المنشار ذات الأسنان النصلية)
وتُعرف أيضًا باسم سمكة المنشار المحدود أو حاد الرأس. تعيش في المناطق الموحلة بالمحيط الهندي الغربي. تبدو رمادية. تضمنها الجنس برستيس (Pristis) ولكن لديها منشار منقاري أكثر حدة مزود بالعديد من الأسنان على الجزء البعيد عن نقطة الاتصال ولا توجد أسنان بالربع القريب من الرأس.
- الجنس أبو منشار(Pristis)  هنريك فريدريك لينك (Heinrich Friedrich Linck)|إتش إف لينك (H. F. Linck), 1790
  - برستيس كلافاتا (Pristis clavata) جارمان (Garman), 1906 (سمك المنشار القزم)
ويُعرف أيضًا باسم سمك منشار كوينزلاند. تسكن الخلجان الموحلة ومصبات الأنهار على طول الساحل الشمالي لأستراليا. صغيرة نسبيًا، وتبلغ فقط نحو 1.4 م (4.6 قدم).
  - برستيس ميكرودون (Pristis microdon) لاتام (Latham), 1794 (سمك منشار ليشاردت)
وتعرف أيضًا باسم سمكة المنشار ذات السن الكبيرة (إلا أن هذا قد يؤدي للاختلاط بسمكة المنشار بي بيروتي (P. perotteti) حيث يعدّ الاثنان نوعين منفصلين) أو سمكة منشار المياه العذبة. وبطريقة مميزة يقتصر وجودها على المناطق الساحلية للمحيط الهندي إلا أنها في بعض الأوقات تعدّ مرادفة لـبي بيروتيتي P. perotteti، ويوجد بعض الشكوك حول ما تنمتي إليه في الحقيقة الأنواع المسماة علميًا باسم بي ميكرودون P. microdon حيث إن يفتقد الوصف الأصلي إلى نوع التجمع
  - برستيس بستيناتا (Pristis pectinata) لاتام (Latham), 1794 (سمك منشار صغير السن)
ويُعرف أيضًا باسم سمك المنشار العريض. وتظهر باللون الأخضر أو الرمادي المائل إلى الزرقة. وتوجد فقط بالأجزاء الساحلية من المحيط الأطلنطي بما في ذلك البحر الأبيض المتوسط. ويُظن أن التقارير الصادرة من أماكن أخرى غير متعرف عليها.[13]
  - بريستيس بيروتيتي (Pristis perotteti) جيه بي مولر (J. P. Müller) وHenle, 1841 (سمك المنشار ذو السن الكبيرة)
تقتصر في الواقع على الأجزاء الساحلية الاستوائية وشبه الاستوائية من المحيط الهادئ، ولكن مع تسجيلات تشير إلى تحركها نحو الداخل (على سبيل المثال، سنتارم وبحيرة نيكاراغوا). انظر بي ميكرودون P. microdon.
  - بريستيس برستيس (Pristis pristis) (لينايوس (Linnaeus)، 1758) (سمكة المنشار العامة)
تعيش في الأجزاء الساحلية الاستوائية وشبه الاستوائية من المحيط الأطلنطي والبحر الأبيض المتوسط والمحيط الهادئ الشرقي وشمال أستراليا. وكما يقترح معنى اسمها فإنها بالرغم من وفرتها إلا أن وجودها تدهور بصورة كبيرة أسوة بأسماك المنشار الأخرى.
  - برستيس زيجيسرون (Pristis zijsron) بليكر (Bleeker), 1851 (سمك المنشار المشط الطويل)
يوجد في المحيط الهاديء الهندي الغربي. تفضل الخلجان الموحلة ومصبات الأنهار.

## الحماية

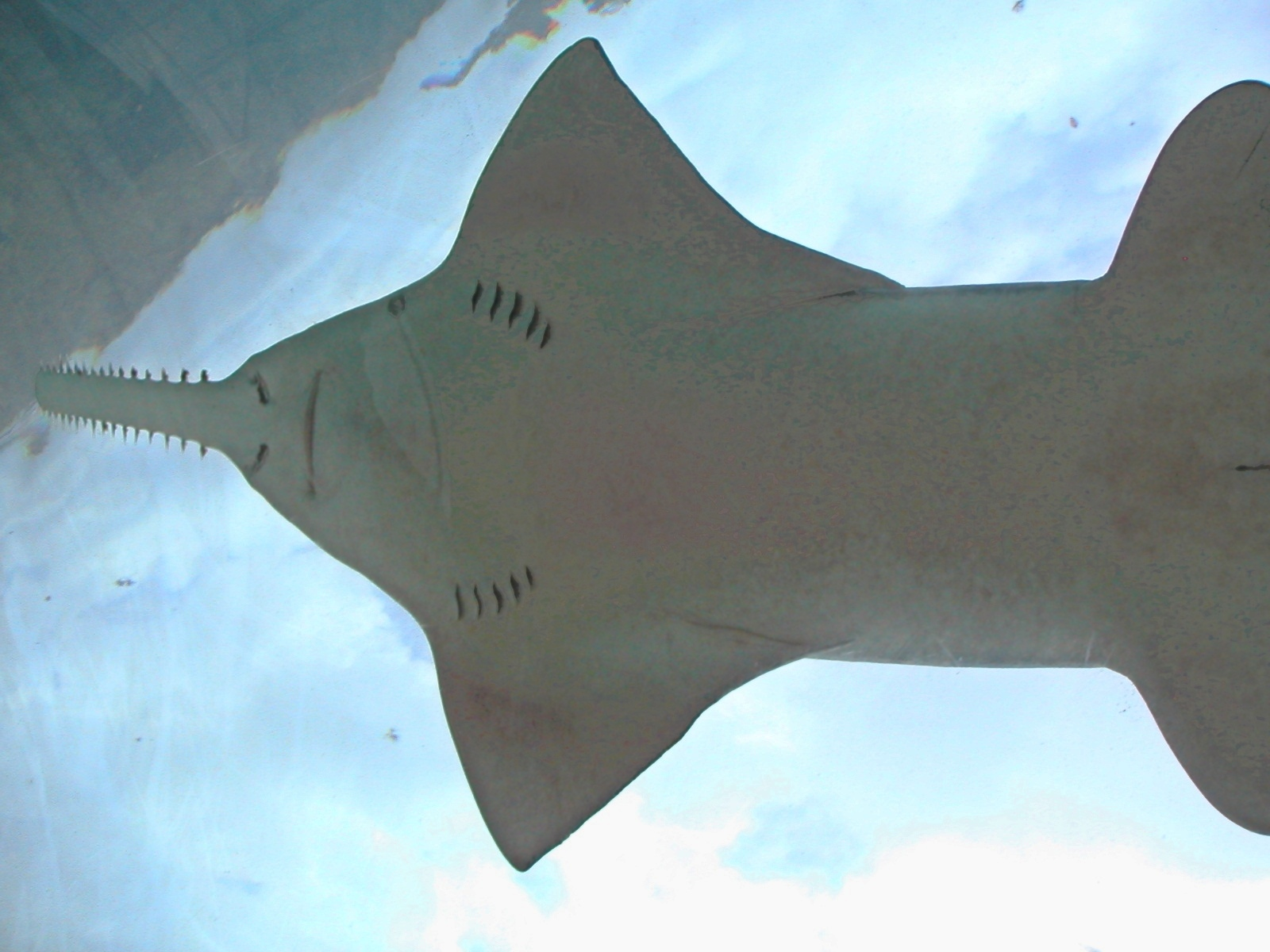
سمكة منشار مشاهدة من الأسفل، من داخل أحد الأنفاق تحت الماء في أطلنطيس براديز أيلند (Atlantis Paradise Island)، ناسو (Nassau)، الباهاما (Bahamas).

تعدّ جميع أنواع سمك المنشار معرضة للخطر للغاية. يتم اصطيادها بالصدفة من خلال الصيد العرضي ويتم اصطيادها للحصول على منقارها (والذي يمنح كجائزة لافتة للنظر من قبل بعضهم)، ومن أجل الحصول على زعانفها (والتي تؤكل باعتبارها طعامًا شهيًا)، ومن أجل استعمال زيت كبدها في الطب الشعبي.
وبالرغم من أن زعانف العديد من أنواع سمك القرش تستغل في أعمال التجارة، إلا أن بعض أنواع أسماك القرش ثبت على مر القرون أنها تمنح ألذ الزعانف من حيث الطعم وأغزرها من حيث العصارة. إن أسماك القرش التي تشبه السهام (أسماك المنشار وسمك السهم مجرف الأنف) تقدم أفضل الزعانف جودة. واستنادًا لما استنتجته إحدى الأطروحات الرائدة حول تجارة أسماك القرش "إن ... زعانف ... من أسماك القيثارة ذات البقع البيضاء [رينكوباتيوس (Rhynchobatus) أنواع.] تعدّ الأكثر قيمة. وأما أنواع أسماك القرش المفضلة من أجل زعانفها فهي نمر، الماكو، سمك المنشار، القرش الرمادي، القرش الثور، رأس المطرقة، الزعنفة السوداء، قرش البوربيجل، طويل الذيل والقرش الأزرق." وتفضل زعانف أسماك المنشار المعرضة للخطر بدرجة كبيرة بكثرة في الأسواق الآسيوية وتعدّ بعض زعانف أسماك القرش عالية القيمة." وأما الآن فإن أسماك المنشار محمية في ظل الحماية كبيرة المستوى التي توفرها اتفاقية التجارة الدولية بالأنواع المهددة بالانقراض من الحيوانات والنباتات البرية (سايتس)الملحق رقم 1، ولكنها منحق الحجم الأكبر لتجارة زعانف أسماك القرش وأن زعانف أسماك القرش المنزوعة صعب التعرف عليها، ولكن غير مرجح أن تمنع حماية المعاهدة "سايتس" زعانف أسماك المنشار من الخضوع للعملية التجارية.
،
ويعدّ اصطياد سمك المنشار غير قانوني بالولايات المتحدة وأستراليا. ويعدّ بيع مناقير أسماك المنشار ذات الأسنان الصغيرة ممنوعًا في الولايات المتحدة في ظل قانون قانون الأنواع المعرضة للخطر (ESA)، بينما يظل بيع مناقير أسماك المنشار الأخرى قانونيًا.[بحاجة لمصدر]. وعلى كل حال فإن غالبية المناقير بالسوق الأمريكية من أسماك القرش ذات الأسنان الصغيرة، وهذا لأنه بقدر ما يمكن لقليل من العوام التفرقة بين الأنواع التي تنتسب إليها المناقير.
ويعدّ تدمير البيئة أحد الأسباب الأخرى التي تهدد أسماك المنشار.
وبالرغم من انتشارها في أحواض السمك العامة فإن أسماك المنشار يصعب الاحتفاظ بها بسبب حجمها. وربما تحتاج لبيئات متنوعة بما يشمل مياه البحر والمياه العذبة لتكمل دورة الحياة. وبناء على ذلك فإن اصطيادها من أجل التربية لم يحقق إلا نجاحًا قليلًا وكذلك مقصور على نوع واحد (بي بيكتيناتا ((P. pectinata))) بأحد أحواض السمك في (أطلنطس براديز أيلند (Atlantis Paradise Island)).
لقد تم حظر الاتجار الدولي في أسماك المنشار من خلال اتفاقية التجارة الدولية بالأنواع المهددة بالانقراض من الحيوانات والنباتات البرية (CITES) في يونيو عام 2007.
وفي المؤتمر الرابع عشر لاتفاقية التجارة الدولية بالأنواع المهددة بالانقراض من الحيوانات والنباتات البرية (CITES) تقدمت أستراليا باقتراح وضع حاشية تفسيرية لجميع أنواع الفضيلة "بريستيداي (Pristidae) بالملحق رقم 1. وكان من اللازم دعم غالبية الثلاثين لوضع الحاشية، وسمحت لـبي ميكرودون "P. microdon" على أن تعامل باعتبارها "المحلق رقم 2" "للغرض الخاص المتعلق بالسماح بالتجارة الدولية في الحيوانات الحية بأحواض السمك المناسبة والمقبولة لأغراض الحماية بصورة أساسية." وقد تم قبول الحاشية التفسيرية على أساس أن تجمع بي ميكرودون "P. microdon" بأستراليا شديدة النسبية للتجمعات الأخرى بنطاق الأنواع وأن الاقتناص الفردي بغرض الوضع في أحواض السمك ربما تضعف التجمعات السمكية بأي دولة أخرى غير أستراليا. فجميع الأعمال التجارية يجب أن تكون مصاحبة باتفاق بين المستورد والمورد و"سلطات إدارة اتفاقية التجارة الدولية بالأنواع المهددة بالانقراض من الحيوانات والنباتات البرية (CITES) الأسترالية" لضمان أن حوض السمك المتلقي للأسماك لديه السعة الكافية لاحتضان ورعاية الحيوان وأن شاشة العرض مزودة بمواد تعليمية شاملة. ومنذ تطبيق الحاشية التفسيرية تم إنشاء جمعية بحثية بشمال أستراليا متعلقة بأسماك المنشار لتسهيل الإسراع في الجهود البحثية في بي ميكرودون "P. microdon" وغيرها من الأحياء واسعة المدى الملحي أشلاق في الأنهار التي تسيل تدريجيًا إلى خليج كاربينتاريا.[بحاجة لمصدر]

## خلفيات ثقافية
تعدّ أسماك المنشار رمزًا قويًا في العديد من الثقافات. فيعدّ «الآزتك» سمك المنشار «وحش الأرض». ويستخدم بعض السحرة الآسيويين منقارها في طرد الأرواح الشريرة ومراسم أخرى لطرد الشياطين وعلاج الأمراض مما ساهم في قلة وجودها. لقد علمت أسماك المنشار كشعار للغواصة الألمانية U-96, معروفة بصورتها في القارب لقد كان شارة ألمانيا بمعركة الوحدات القتالية الصغيرة بالحرب العالمية الثانية صورة لسمة المنشار. لقد استخدمت هذه الوحدات غواصات صغيرة وسفن ضرب قذائف مزودة بالجنود ومراكب إلقاء متفجرات.
وفي الكارتون والثقافات الشعبية الفكاهية تم استخدام أنف سمكة المنشار خاصة كنوع من الأدوات المعيشة. ويمكن العثور على هذا في مسلسل الأطفال Vicke Viking وFighting Fantasy العدد المسمى "Demons of the Deep".